# Comuna Krîvka, Turka
Krîvka (în ucraineană Кривка) este o comună în raionul Turka, regiunea Liov, Ucraina, formată din satele Ivașkivți și Krîvka (reședința).

## Demografie
Componența lingvistică a comunei Krîvka
     Ucraineană (99,41%)
Conform recensământului din 2001, majoritatea populației comunei Krîvka era vorbitoare de ucraineană (99,41%), existând în minoritate și vorbitori de alte limbi.